# Ryan Daniel Lue
Ryan Daniel Lue (ur. 30 czerwca 1989) – kanadyjski zapaśnik w stylu wolnym. Srebrny medalista mistrzostw panamerykańskich w 2012. Siódmy na igrzyskach panamerykańskich w 2011 roku. Zawodnik University of Guelph.